# Pieve di Cagna
Pieve di Cagna ou Pieve di Canne est un hameau de la commune de Urbino dans la province de Pesaro et d'Urbino dans la région Marches (Italie). 

## Geographie
Pieve di Cagna est situé sur une colline au nord-ouest de la ville de Urbino. Le noyau central de cette petite ville est constitué par un ancien bourg fortifié (château).

## Toponyme
Le nom de ce hameau est un dérivé de l'ancienne Paroisse de « Santa Maria di Canne » ou bien di « cagna », provenant probablement de  « Canius ».

## Monuments

### Église paroissiale de Saint Jean-Baptiste
À l'origine, c'était une ancienne paroisse extérieure au château, et les premiers témoignages remontent au XIe siècle. Elle fut abandonnée progressivement, jusqu'à l'abandon total dans la première moitié du XIXe siècle. 
Avant cela, l'église de Sainte Maria a pris de l'importance au sein du bourg fortifié. Elle a été ornée de fresques et d'images sacrées. 
L'église fut endommagée par les bombardements de la seconde guerre mondiale, tout particulièrement au niveau de la cloche et de l'aspect extérieur de l’église. Les travaux de reconstruction des parties endommagées furent achevés à la fin des années 1940.

### Église de Saint Apollinaire
Il s'agit d'une petite église qui remonte au XIIIe siècle. Elle subit une restructuration radicale dans les années 1920.

## Établissements
- Ecole maternelle « la coccinella »
- Ecole primaire

## Économie
L’économie est principalement liée au secteur agricole. 

## Sport
Cette petite ville avait aussi sa propre équipe de foot appelée « Pieve di Cagna Calcio », mais depuis 2012 ce groupe s'est fondu avec l'autre équipe de Urbino (Urbino Calcio) donnant naissance à l'A.S.D Urbino Pieve. 

### structures sportives
Un stade de foot.